# Oistonema dischidioides
Oistonema dischidioides är en oleanderväxtart som beskrevs av Rudolf Schlechter. Oistonema dischidioides ingår i släktet Oistonema och familjen oleanderväxter. Inga underarter finns listade i Catalogue of Life.